# Eleições europeias de 2014 em Sintra

## Resultados Oficiais
| Partido                 | Partido                               | Votos   | %               | +/-   |
| ----------------------- | ------------------------------------- | ------- | --------------- | ----- |
|                         | Partido Socialista                    | 30 748  | 30,65 / 100,00  | 3,76  |
|                         | Aliança Portugal                      | 20 658  | 20,59 / 100,00  | 10,59 |
|                         | Coligação Democrática Unitária        | 16 134  | 16,08 / 100,00  | 3,65  |
|                         | Partido da Terra                      | 7 476   | 7,45 / 100,00   | 6,54  |
|                         | Bloco de Esquerda                     | 6 268   | 6,25 / 100,00   | 8,46  |
|                         | Partido pelos Animais e pela Natureza | 2 869   | 2,86 / 100,00   | Novo  |
|                         | LIVRE                                 | 2 864   | 2,85 / 100,00   | Novo  |
|                         | PCTP/MRPP                             | 1 874   | 1,87 / 100,00   | 0,53  |
|                         | Outros                                | 3 821   | 3,81 / 100,00   |       |
| Votos Inválidos         | Votos Inválidos                       | 7 620   | 7,59 / 100,00   | 0,01  |
| Total                   | Total                                 | 100 332 | 100,00 / 100,00 |       |
| Eleitorado/Participação | Eleitorado/Participação               | 304 329 | 32,97 / 100,00  | 3,78  |

## Resultados por Freguesia
Os resultados seguintes referem-se aos partidos que obtiveram mais de 1,00% dos votos:
| Freguesia                                     | %     | %     | %     | %    | %    | %    | %    | %    | Votantes |
| Freguesia                                     | PS    | AP    | CDU   | MPT  | BE   | PAN  | L    | PCTP | Votantes |
| --------------------------------------------- | ----- | ----- | ----- | ---- | ---- | ---- | ---- | ---- | -------- |
| Agualva e Mira-Sintra                         | 35,22 | 18,04 | 16,83 | 6,99 | 6,08 | 2,89 | 2,25 | 1,76 | 11 393   |
| Algueirão - Mem Martins                       | 28,95 | 20,09 | 16,43 | 7,87 | 7,01 | 3,06 | 2,98 | 1,99 | 16 090   |
| Almargem do Bispo, Pero Pinheiro e Montelavar | 32,96 | 24,23 | 13,36 | 7,10 | 4,19 | 2,07 | 2,21 | 1,87 | 4 969    |
| Cacém e São Marcos                            | 32,52 | 16,11 | 17,46 | 7,63 | 6,96 | 3,23 | 2,68 | 2,21 | 8 914    |
| Casal de Cambra                               | 32,25 | 20,64 | 13,82 | 6,72 | 5,22 | 2,43 | 2,40 | 2,63 | 3 082    |
| Colares                                       | 27,09 | 30,62 | 11,00 | 7,59 | 4,93 | 2,26 | 2,05 | 1,35 | 2 436    |
| Massamá e Monte Abraão                        | 30,48 | 20,39 | 17,15 | 7,67 | 6,53 | 2,91 | 3,29 | 1,41 | 13 685   |
| Queluz e Belas                                | 31,61 | 17,98 | 17,87 | 7,27 | 6,43 | 2,62 | 2,98 | 2,02 | 14 151   |
| Rio de Mouro                                  | 29,07 | 18,96 | 17,49 | 7,55 | 6,89 | 2,98 | 3,05 | 2,27 | 11 981   |
| São João das Lampas e Terrugem                | 28,38 | 27,22 | 11,96 | 6,83 | 5,34 | 2,67 | 2,28 | 1,51 | 4 566    |
| Sintra                                        | 27,17 | 27,56 | 12,59 | 7,66 | 5,13 | 3,08 | 3,46 | 1,43 | 9 065    |
| Sintra                                        | 30,65 | 20,59 | 16,08 | 7,45 | 6,25 | 2,86 | 2,85 | 1,87 | 100 332  |

#### Agualva e Mira-Sintra
| Partido                 | Partido                               | Votos  | %               |
| ----------------------- | ------------------------------------- | ------ | --------------- |
|                         | Partido Socialista                    | 4 013  | 35,22 / 100,00  |
|                         | Aliança Portugal                      | 2 055  | 18,04 / 100,00  |
|                         | Coligação Democrática Unitária        | 1 917  | 16,43 / 100,00  |
|                         | Partido da Terra                      | 796    | 6,99 / 100,00   |
|                         | Bloco de Esquerda                     | 693    | 6,08 / 100,00   |
|                         | Partido pelos Animais e pela Natureza | 329    | 2,89 / 100,00   |
|                         | LIVRE                                 | 256    | 2,25 / 100,00   |
|                         | PCTP/MRPP                             | 200    | 1,76 / 100,00   |
|                         | Outros                                | 345    | 3,04 / 100,00   |
| Votos Inválidos         | Votos Inválidos                       | 729    | 6,39 / 100,00   |
| Total                   | Total                                 | 11 393 | 100,00 / 100,00 |
| Eleitorado/Participação | Eleitorado/Participação               | 34 787 | 32,75 / 100,00  |

#### Algueirão - Mem Martins
| Partido                 | Partido                               | Votos  | %               | +/-   |
| ----------------------- | ------------------------------------- | ------ | --------------- | ----- |
|                         | Partido Socialista                    | 4 658  | 28,95 / 100,00  | 4,38  |
|                         | Aliança Portugal                      | 3 233  | 20,09 / 100,00  | 11,73 |
|                         | Coligação Democrática Unitária        | 2 644  | 16,43 / 100,00  | 4,27  |
|                         | Partido da Terra                      | 1 266  | 7,87 / 100,00   | 6,93  |
|                         | Bloco de Esquerda                     | 1 128  | 7,01 / 100,00   | 8,74  |
|                         | Partido pelos Animais e pela Natureza | 492    | 3,06 / 100,00   | Novo  |
|                         | LIVRE                                 | 480    | 2,98 / 100,00   | Novo  |
|                         | PCTP/MRPP                             | 320    | 1,99 / 100,00   | 0,74  |
|                         | Outros                                | 584    | 3,62 / 100,00   |       |
| Votos Inválidos         | Votos Inválidos                       | 1 285  | 7,98 / 100,00   | 0,45  |
| Total                   | Total                                 | 16 090 | 100,00 / 100,00 |       |
| Eleitorado/Participação | Eleitorado/Participação               | 52 494 | 30,65 / 100,00  | 4,02  |

#### Almargem do Bispo, Pero Pinheiro e Montelavar
| Partido                 | Partido                               | Votos  | %               |
| ----------------------- | ------------------------------------- | ------ | --------------- |
|                         | Partido Socialista                    | 1 638  | 32,96 / 100,00  |
|                         | Aliança Portugal                      | 1 204  | 24,23 / 100,00  |
|                         | Coligação Democrática Unitária        | 664    | 13,36 / 100,00  |
|                         | Partido da Terra                      | 353    | 7,10 / 100,00   |
|                         | Bloco de Esquerda                     | 208    | 4,19 / 100,00   |
|                         | LIVRE                                 | 110    | 2,21 / 100,00   |
|                         | Partido pelos Animais e pela Natureza | 103    | 2,07 / 100,00   |
|                         | PCTP/MRPP                             | 93     | 1,87 / 100,00   |
|                         | Outros                                | 194    | 3,89 / 100,00   |
| Votos Inválidos         | Votos Inválidos                       | 402    | 8,09 / 100,00   |
| Total                   | Total                                 | 4 969  | 100,00 / 100,00 |
| Eleitorado/Participação | Eleitorado/Participação               | 13 992 | 35,51 / 100,00  |

#### Cacém e São Marcos
| Partido                 | Partido                               | Votos  | %               |
| ----------------------- | ------------------------------------- | ------ | --------------- |
|                         | Partido Socialista                    | 2 899  | 32,52 / 100,00  |
|                         | Coligação Democrática Unitária        | 1 556  | 17,46 / 100,00  |
|                         | Aliança Portugal                      | 1 436  | 16,11 / 100,00  |
|                         | Partido da Terra                      | 680    | 7,63 / 100,00   |
|                         | Bloco de Esquerda                     | 620    | 6,96 / 100,00   |
|                         | Partido pelos Animais e pela Natureza | 288    | 3,23 / 100,00   |
|                         | LIVRE                                 | 239    | 2,68 / 100,00   |
|                         | PCTP/MRPP                             | 197    | 2,21 / 100,00   |
|                         | Outros                                | 347    | 3,89 / 100,00   |
| Votos Inválidos         | Votos Inválidos                       | 652    | 7,32 / 100,00   |
| Total                   | Total                                 | 8 914  | 100,00 / 100,00 |
| Eleitorado/Participação | Eleitorado/Participação               | 29 415 | 30,30 / 100,00  |

#### Casal de Cambra
| Partido                 | Partido                               | Votos | %               | +/-   |
| ----------------------- | ------------------------------------- | ----- | --------------- | ----- |
|                         | Partido Socialista                    | 994   | 32,25 / 100,00  | 5,16  |
|                         | Aliança Portugal                      | 636   | 20,64 / 100,00  | 10,84 |
|                         | Coligação Democrática Unitária        | 426   | 13,82 / 100,00  | 0,89  |
|                         | Partido da Terra                      | 207   | 6,72 / 100,00   | 5,50  |
|                         | Bloco de Esquerda                     | 161   | 5,22 / 100,00   | 7,91  |
|                         | PCTP/MRPP                             | 81    | 2,63 / 100,00   | 1,19  |
|                         | Partido pelos Animais e pela Natureza | 75    | 2,43 / 100,00   | Novo  |
|                         | LIVRE                                 | 74    | 2,40 / 100,00   | Novo  |
|                         | Partido Nacional Renovador            | 36    | 1,17 / 100,00   | 0,21  |
|                         | Partido Trabalhista Português         | 31    | 1,01 / 100,00   | Novo  |
|                         | Outros                                | 102   | 3,30 / 100,00   |       |
| Votos Inválidos         | Votos Inválidos                       | 259   | 8,41 / 100,00   | 0,13  |
| Total                   | Total                                 | 3 082 | 100,00 / 100,00 |       |
| Eleitorado/Participação | Eleitorado/Participação               | 9 498 | 32,45 / 100,00  | 4,22  |

#### Colares
| Partido                 | Partido                               | Votos | %               | +/-  |
| ----------------------- | ------------------------------------- | ----- | --------------- | ---- |
|                         | Aliança Portugal                      | 746   | 30,62 / 100,00  | 8,56 |
|                         | Partido Socialista                    | 660   | 27,09 / 100,00  | 1,92 |
|                         | Coligação Democrática Unitária        | 268   | 11,00 / 100,00  | 2,94 |
|                         | Partido da Terra                      | 185   | 7,59 / 100,00   | 7,01 |
|                         | Bloco de Esquerda                     | 120   | 4,93 / 100,00   | 6,97 |
|                         | Partido pelos Animais e pela Natureza | 55    | 2,26 / 100,00   | Novo |
|                         | LIVRE                                 | 50    | 2,05 / 100,00   | Novo |
|                         | PCTP/MRPP                             | 30    | 1,35 / 100,00   | 0,74 |
|                         | Outros                                | 88    | 3,60 / 100,00   |      |
| Votos Inválidos         | Votos Inválidos                       | 231   | 9,48 / 100,00   | 0,23 |
| Total                   | Total                                 | 2 436 | 100,00 / 100,00 |      |
| Eleitorado/Participação | Eleitorado/Participação               | 6 423 | 37,93 / 100,00  | 3,10 |

#### Massamá e Monte Abraão
| Partido                 | Partido                               | Votos  | %               |
| ----------------------- | ------------------------------------- | ------ | --------------- |
|                         | Partido Socialista                    | 4 171  | 30,48 / 100,00  |
|                         | Aliança Portugal                      | 2 790  | 20,39 / 100,00  |
|                         | Coligação Democrática Unitária        | 2 347  | 17,15 / 100,00  |
|                         | Partido da Terra                      | 1 049  | 7,67 / 100,00   |
|                         | Bloco de Esquerda                     | 894    | 6,53 / 100,00   |
|                         | LIVRE                                 | 450    | 3,29 / 100,00   |
|                         | Partido pelos Animais e pela Natureza | 398    | 2,91 / 100,00   |
|                         | PCTP/MRPP                             | 193    | 1,41 / 100,00   |
|                         | Outros                                | 445    | 3,24 / 100,00   |
| Votos Inválidos         | Votos Inválidos                       | 948    | 6,93 / 100,00   |
| Total                   | Total                                 | 13 685 | 100,00 / 100,00 |
| Eleitorado/Participação | Eleitorado/Participação               | 40 949 | 33,42 / 100,00  |

#### Queluz e Belas
| Partido                 | Partido                               | Votos  | %               |
| ----------------------- | ------------------------------------- | ------ | --------------- |
|                         | Partido Socialista                    | 4 473  | 31,61 / 100,00  |
|                         | Aliança Portugal                      | 2 545  | 17,98 / 100,00  |
|                         | Coligação Democrática Unitária        | 2 529  | 17,87 / 100,00  |
|                         | Partido da Terra                      | 1 029  | 7,27 / 100,00   |
|                         | Bloco de Esquerda                     | 910    | 6,43 / 100,00   |
|                         | LIVRE                                 | 421    | 2,98 / 100,00   |
|                         | Partido pelos Animais e pela Natureza | 371    | 2,62 / 100,00   |
|                         | PCTP/MRPP                             | 286    | 2,02 / 100,00   |
|                         | Outros                                | 561    | 3,98 / 100,00   |
| Votos Inválidos         | Votos Inválidos                       | 1 026  | 7,25 / 100,00   |
| Total                   | Total                                 | 14 151 | 100,00 / 100,00 |
| Eleitorado/Participação | Eleitorado/Participação               | 42 492 | 33,30 / 100,00  |

#### Rio de Mouro
| Partido                 | Partido                               | Votos  | %               | +/-   |
| ----------------------- | ------------------------------------- | ------ | --------------- | ----- |
|                         | Partido Socialista                    | 3 483  | 29,07 / 100,00  | 3,11  |
|                         | Aliança Portugal                      | 2 272  | 18,96 / 100,00  | 11,21 |
|                         | Coligação Democrática Unitária        | 2 096  | 17,49 / 100,00  | 4,26  |
|                         | Partido da Terra                      | 905    | 7,55 / 100,00   | 6,63  |
|                         | Bloco de Esquerda                     | 825    | 6,89 / 100,00   | 8,51  |
|                         | LIVRE                                 | 366    | 3,05 / 100,00   | Novo  |
|                         | Partido pelos Animais e pela Natureza | 357    | 2,98 / 100,00   | Novo  |
|                         | PCTP/MRPP                             | 272    | 2,27 / 100,00   | 0,81  |
|                         | Outros                                | 471    | 3,94 / 100,00   |       |
| Votos Inválidos         | Votos Inválidos                       | 934    | 7,79 / 100,00   | 0,25  |
| Total                   | Total                                 | 11 981 | 100,00 / 100,00 |       |
| Eleitorado/Participação | Eleitorado/Participação               | 37 704 | 31,78 / 100,00  | 3,92  |

#### São João das Lampas e Terrugem
| Partido                 | Partido                               | Votos  | %               |
| ----------------------- | ------------------------------------- | ------ | --------------- |
|                         | Partido Socialista                    | 1 296  | 28,38 / 100,00  |
|                         | Aliança Portugal                      | 1 243  | 27,22 / 100,00  |
|                         | Coligação Democrática Unitária        | 546    | 11,96 / 100,00  |
|                         | Partido da Terra                      | 312    | 6,83 / 100,00   |
|                         | Bloco de Esquerda                     | 244    | 5,34 / 100,00   |
|                         | Partido pelos Animais e pela Natureza | 122    | 2,67 / 100,00   |
|                         | LIVRE                                 | 104    | 2,28 / 100,00   |
|                         | PCTP/MRPP                             | 69     | 1,51 / 100,00   |
|                         | Outros                                | 189    | 4,13 / 100,00   |
| Votos Inválidos         | Votos Inválidos                       | 441    | 9,66 / 100,00   |
| Total                   | Total                                 | 4 566  | 100,00 / 100,00 |
| Eleitorado/Participação | Eleitorado/Participação               | 12 772 | 35,75 / 100,00  |

#### Sintra
| Partido                 | Partido                               | Votos  | %               |
| ----------------------- | ------------------------------------- | ------ | --------------- |
|                         | Aliança Portugal                      | 2 498  | 27,56 / 100,00  |
|                         | Partido Socialista                    | 2 463  | 27,17 / 100,00  |
|                         | Coligação Democrática Unitária        | 1 141  | 12,59 / 100,00  |
|                         | Partido da Terra                      | 694    | 7,66 / 100,00   |
|                         | Bloco de Esquerda                     | 465    | 5,13 / 100,00   |
|                         | LIVRE                                 | 314    | 3,46 / 100,00   |
|                         | Partido pelos Animais e pela Natureza | 279    | 3,08 / 100,00   |
|                         | PCTP/MRPP                             | 130    | 1,43 / 100,00   |
|                         | Outros                                | 368    | 4,06 / 100,00   |
| Votos Inválidos         | Votos Inválidos                       | 713    | 7,86 / 100,00   |
| Total                   | Total                                 | 9 065  | 100,00 / 100,00 |
| Eleitorado/Participação | Eleitorado/Participação               | 23 803 | 38,08 / 100,00  |